# West-Afrika

Kaart van Afrika met de West-Afrikaanse landen in blauw

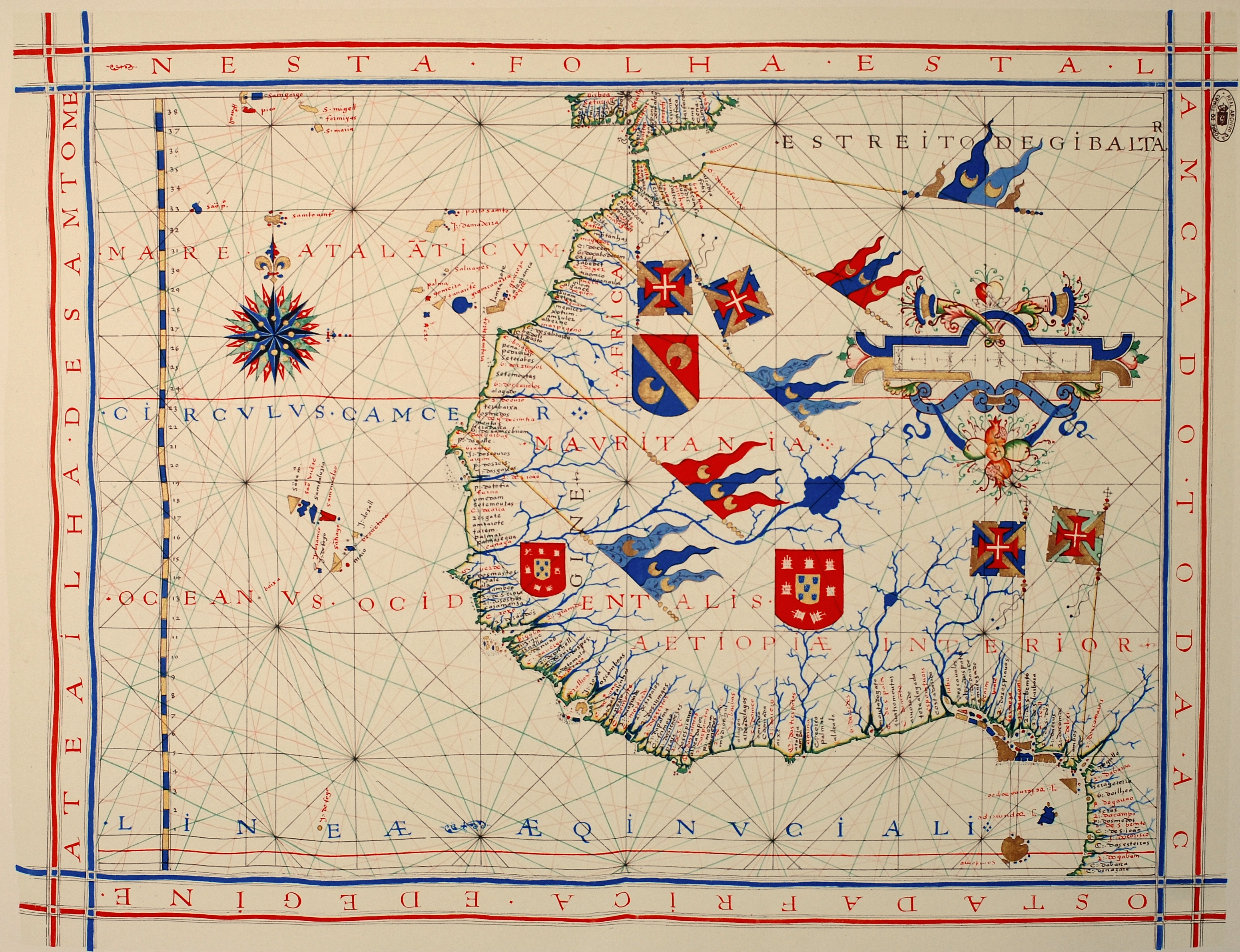
West-Afrika op een zeekaart uit 1571 van de Portugese cartograaf Fernão Vaz Dourado

West-Afrika of Westelijk Afrika is een deel van het werelddeel Afrika dat ongeveer 5 miljoen vierkante kilometer omvat en waar ongeveer 381,981,000 mensen wonen.
Onder West-Afrika worden de volgende landen verstaan door de Verenigde Naties:
- Benin
- Burkina Faso
- Gambia
- Ghana
- Guinee
- Guinee-Bissau
- Ivoorkust
- Kaapverdië
- Liberia
- Mali
- Mauritanië
- Niger
- Nigeria
- Senegal
- Sierra Leone
- Togo

De definitie van de Verenigde Naties omvat ook het eilandterritorium Sint-Helena, Ascension en Tristan da Cunha, een Brits overzees grondgebied in het zuiden van de Atlantische Oceaan.
Met uitzondering van Mauritanië zijn al deze landen lid van de Economische Gemeenschap van West-Afrikaanse Staten (Economic Community of West African States oftewel ECOWAS) uit mei 1975.
Gambia, Sierra Leone, Ghana, en Nigeria waren kolonies van Groot-Brittannië door het koloniale tijdperk, terwijl Frankrijk Senegal, Guinee, Mali, Burkina Faso, Benin, Ivoorkust en Niger in een kolonie verenigde; Frans-West-Afrika. Portugal had de kolonie Guinee-Bissau, en Duitsland stichtte de kolonie Togoland, maar na de Vrede van Versailles moest Duitsland de kolonie opgeven en werd het gebied verdeeld onder Frankrijk en Groot-Brittannië.